# McKinley at Home, Canton, Ohio
McKinley at Home, Canton, Ohio er en amerikansk stumfilm fra 1896.